# Flensburger Hafen

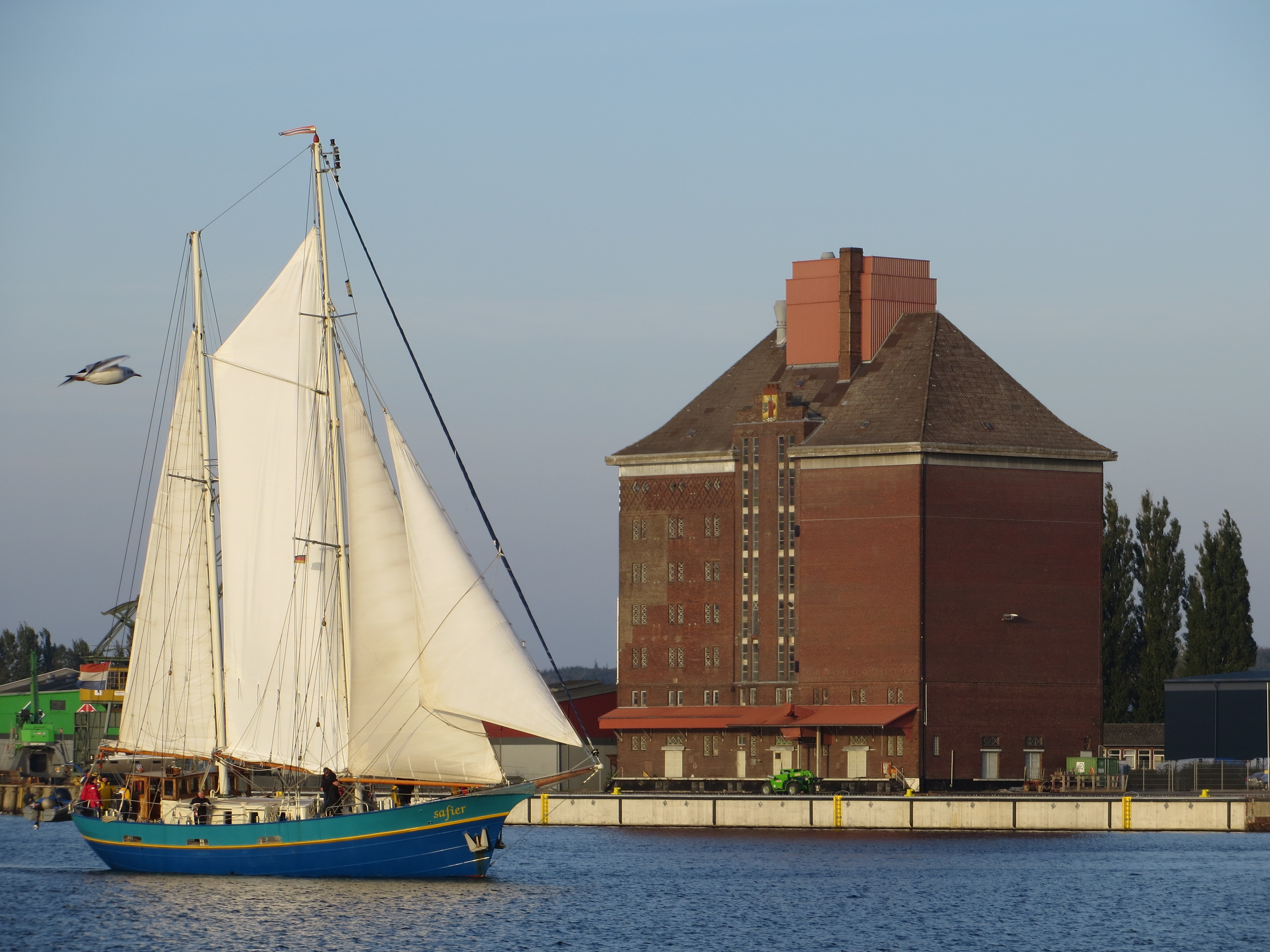
Der 1923 errichtete Stadtspeicher von Paul Ziegler am Harniskai ist eines der Flensburger Kulturdenkmale am Hafen (Foto 2013)

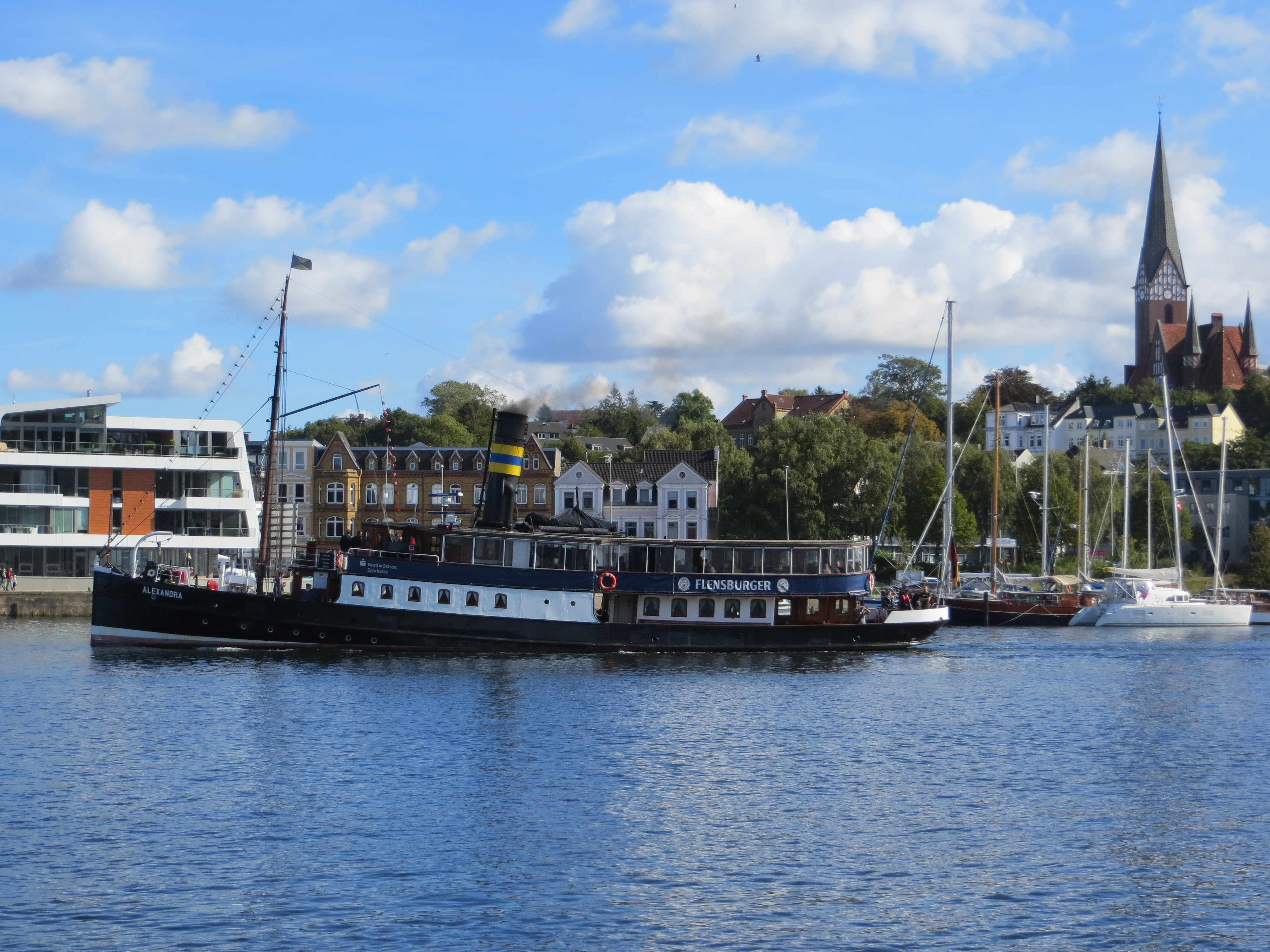
Dampfer Alexandra mit der auf dem Ostufer liegenden St.-Jürgen-Kirche und einem Teil des Klarschiff-Baus im Hintergrund (Foto 2013)

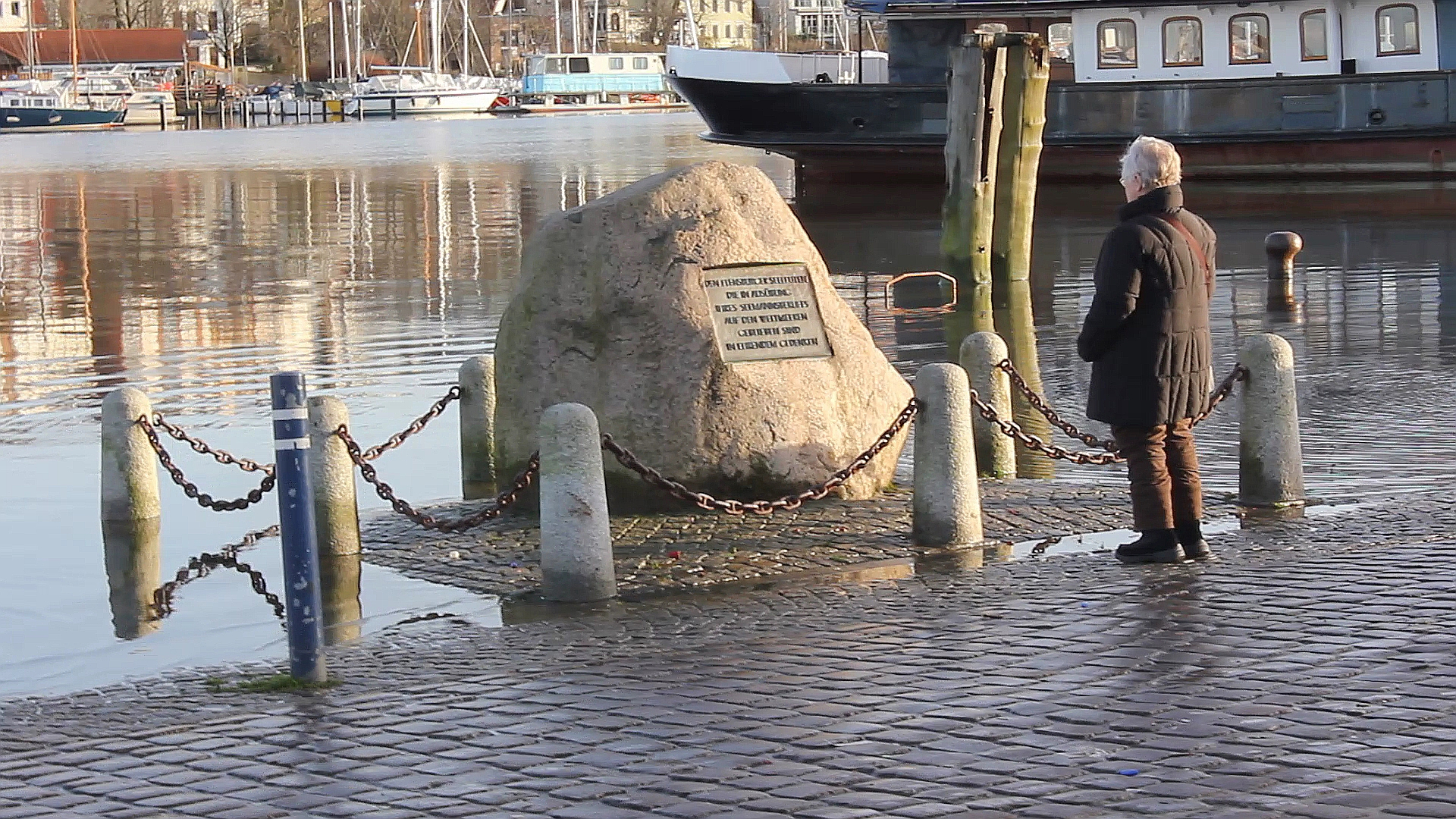
Gedenkstein für die Flensburger Seeleute, die auf den Weltmeeren geblieben sind, zum Hochwasser am 6. Januar 2012

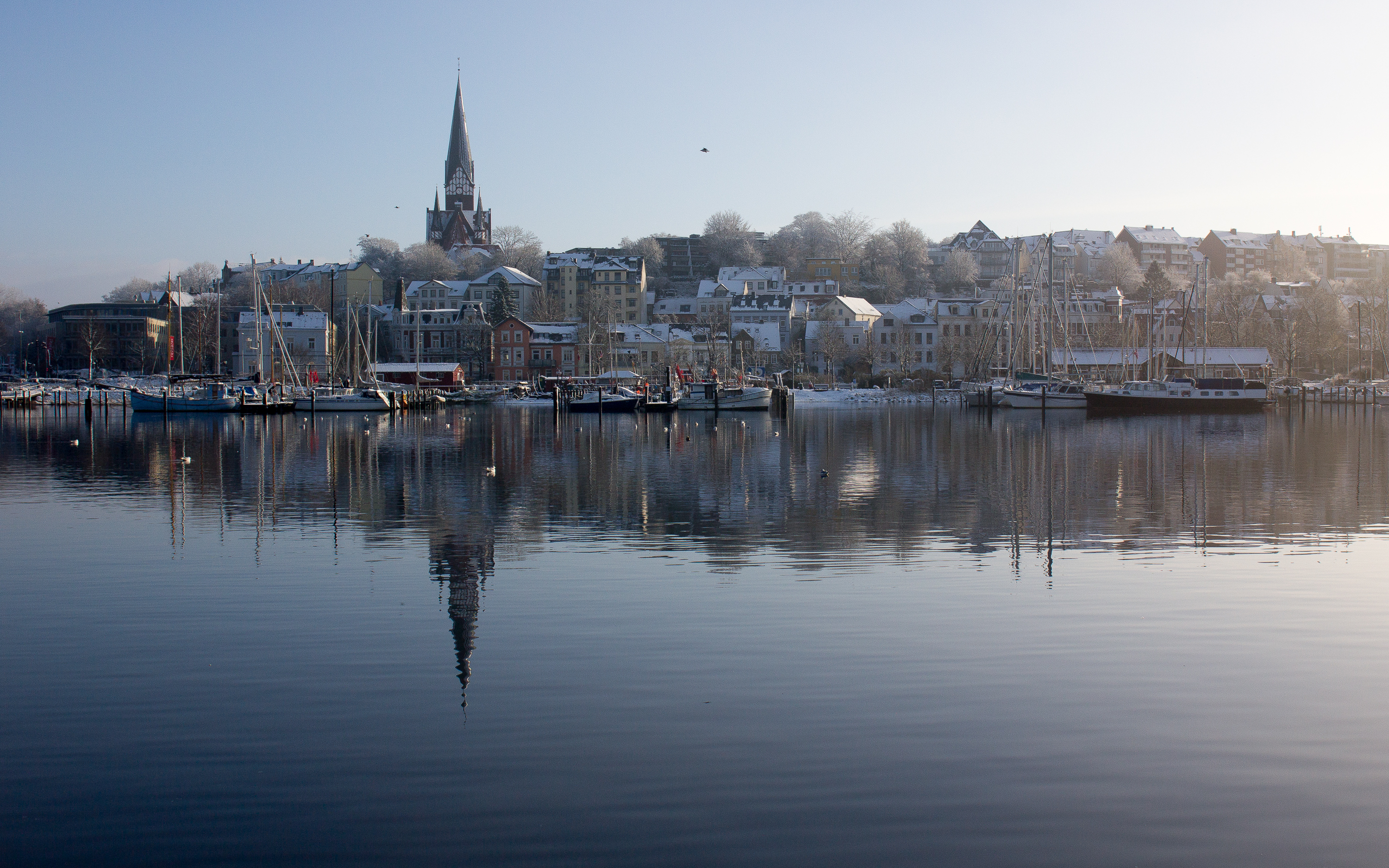
Das Flensburger Ostufer von der Westseite aus gesehen (Winter 2015)

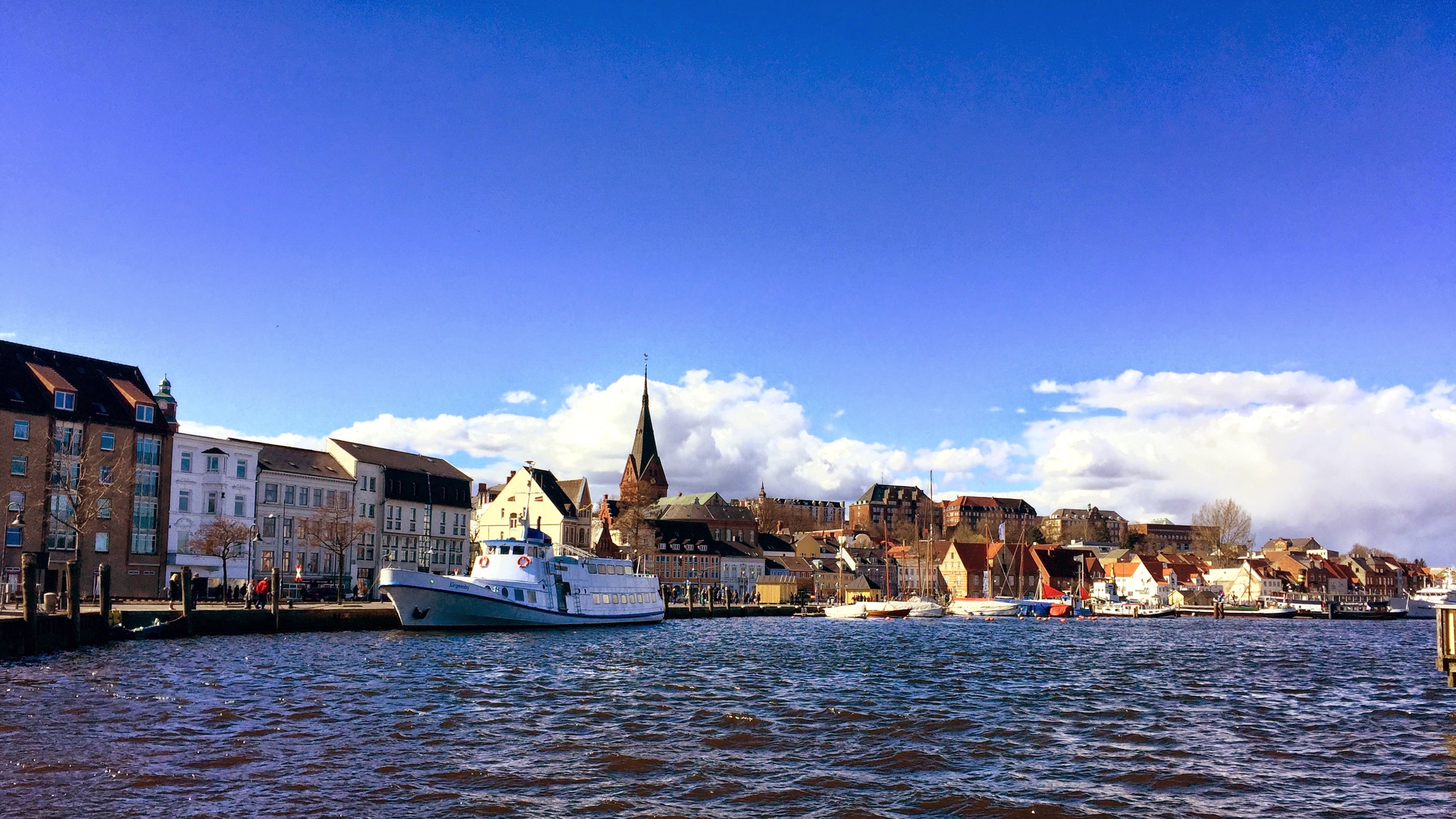
Das Flensburger Westufer von der Hafenspitze aus (Foto 2015)

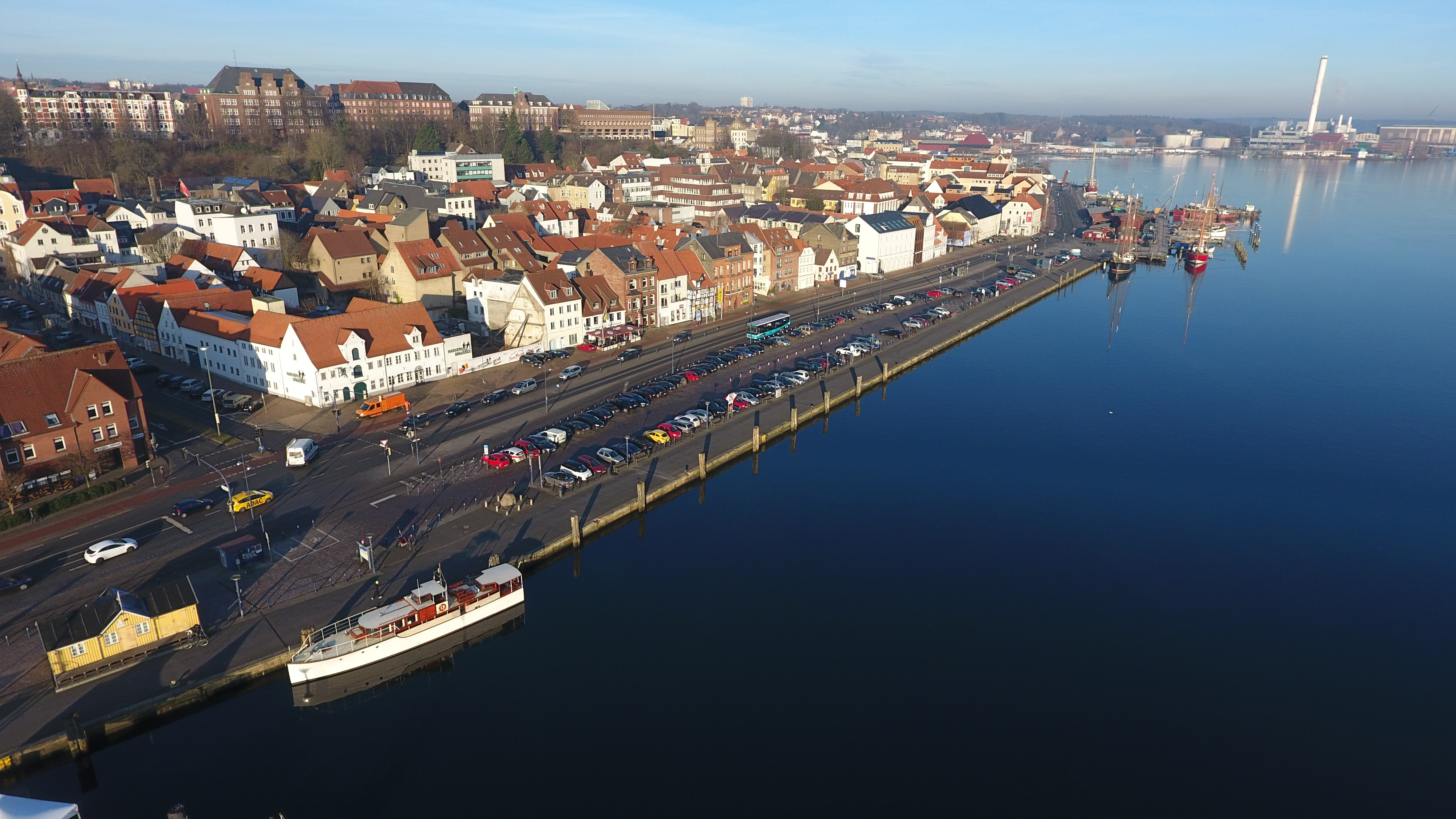
Hafenwestufer von oben (Foto 2017)

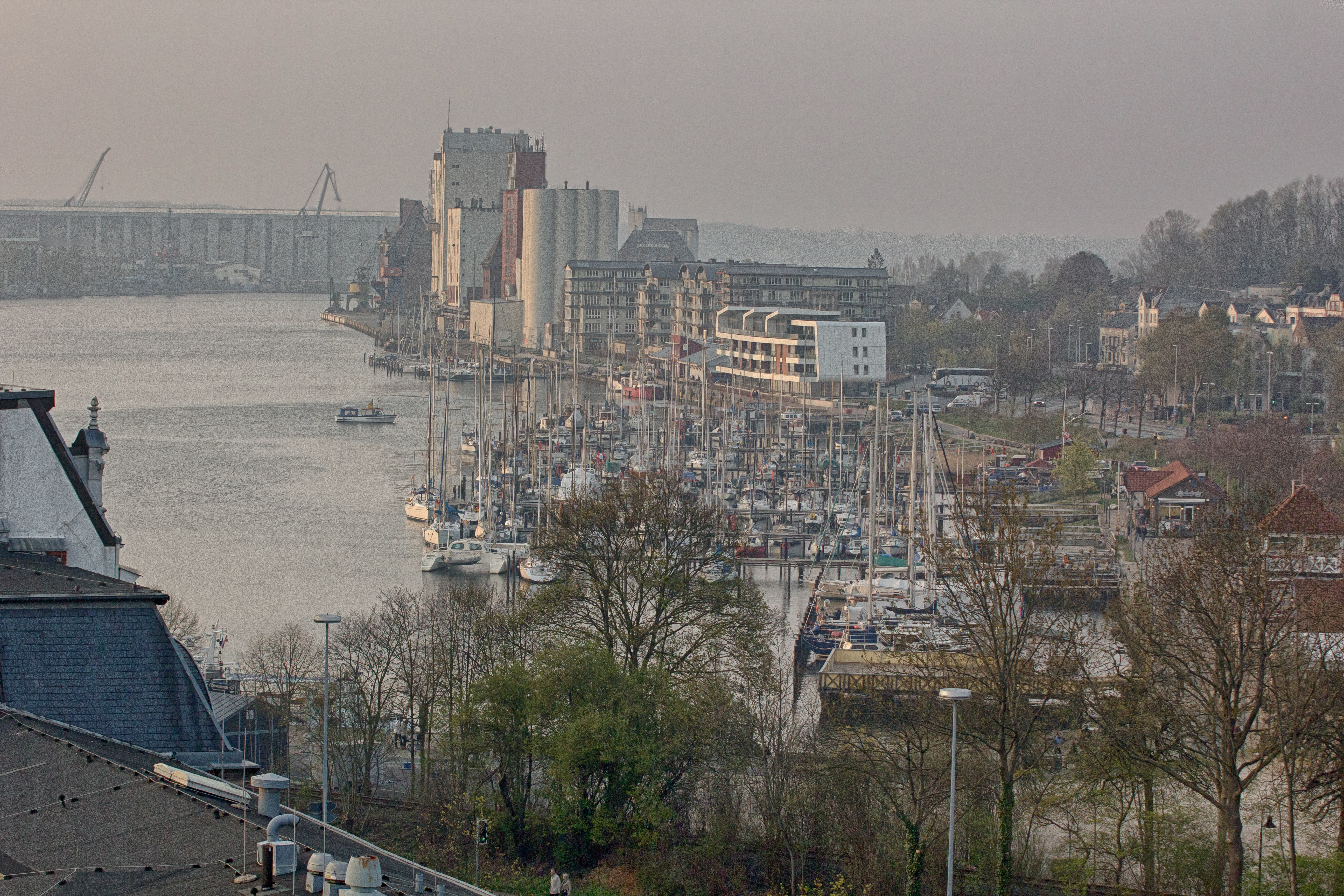
Ostufer des Hafens im Überblick, 2015

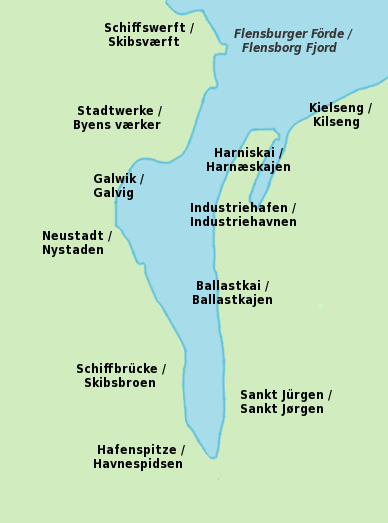
Der Flensburger Hafen

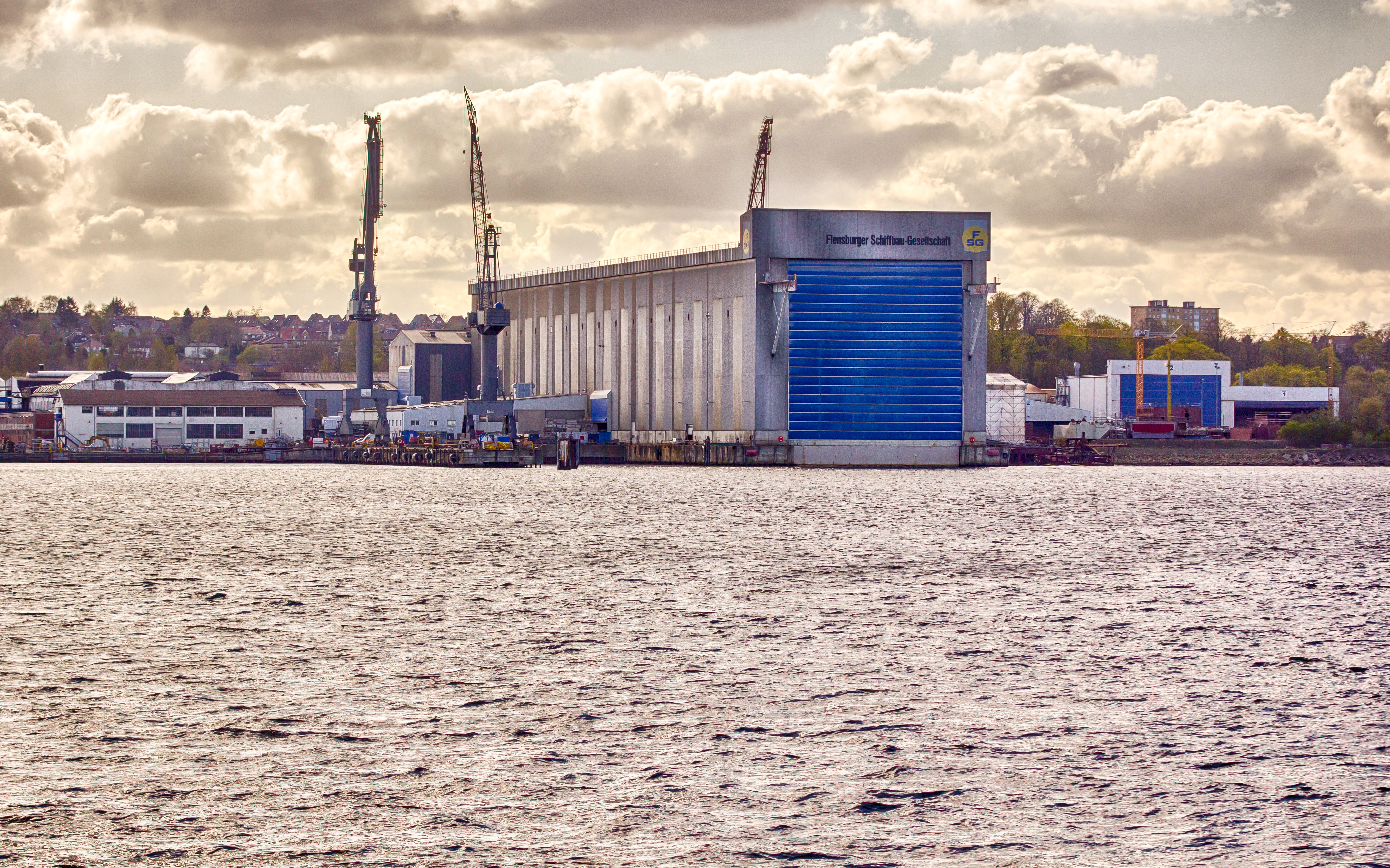
Die Flensburger Werft (FSG) (2015)

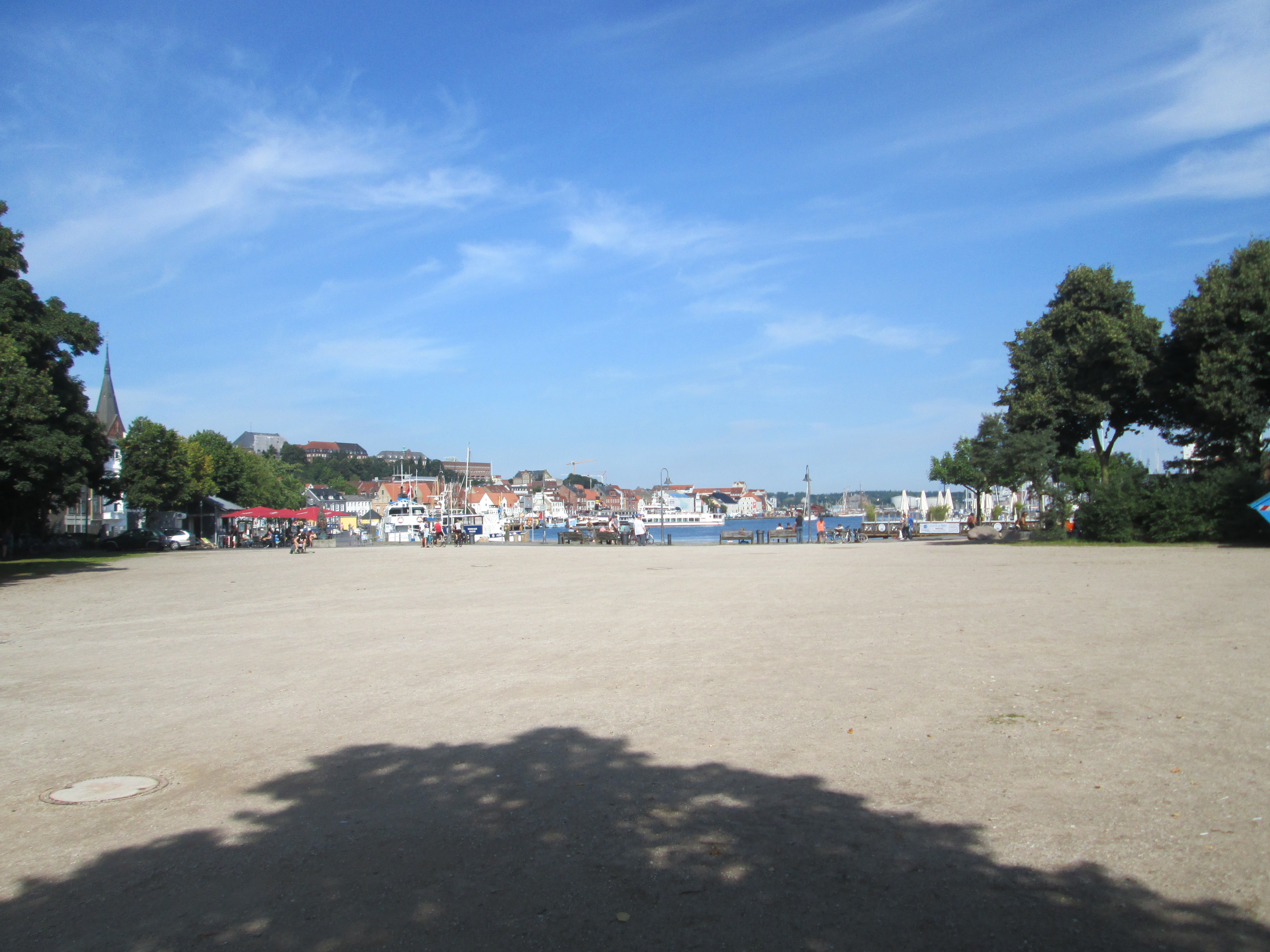
Die Hafenspitze mit ihrem freien Platz, der für Feste und Veranstaltungen genutzt wird.

Der Flensburger Hafen  (dänisch Flensborg Havn, niederdeutsch Flensborger Haaben) liegt am Ende der Flensburger Förde innerhalb der Stadt Flensburg. Man unterscheidet die Westseite, die Ostseite sowie die Hafenspitze.
Der Hafen erstreckt sich im Westen von der Hafenspitze bis zum Ostseebad. Auf dem Ostufer rechnete man früher seine Ausmaße bis Kielseng. Seit dem Abzug der Bundeswehr wird zum Teil auch Sonwik sowie der benachbarte Bootshafen der Marineschule Mürwik noch in diesem Zusammenhang erwähnt. Zudem liegt um den Hafen herum die Bebauung der Flensburger Innenstadt, die Bebauung von Jürgensby sowie der Volkspark, die die markante Skyline Flensburgs bilden. Neben dem Flensburger Hafen existiert am Ostufer noch ein Seglerhafen bei Fahrensodde, der nicht zum besagten Hafen gehört.

## Geschichte
Die Wassernähe war der wirtschaftliche Grund für die Gründung Flensburgs im 12. Jahrhundert (vgl. Johannisviertel). Über Jahrhunderte hinweg blieb der Hafen der wichtige Faktor für das Wachstum der Stadt. Im Mittelalter jedoch befand sich der Hafen wesentlich südlicher, wo sich zudem noch der Mühlenteich anschloss. Verlandungen und Aufschüttungen führten aber schrittweise dazu, dass sich die Hafenspitze immer weiter nach Norden verschob. Teile des Hafens waren durch die Flensburger Stadtbefestigung besonders gesichert. Aus dieser Zeit existiert heute noch das Kompagnietor. Nach dem Niedergang der Knudsgilde und der Hanse stieg Flensburg schließlich mit etwa 200 Schiffen zur größten Handelsstadt im dänischen Herrschaftsbereich auf.
Ende des 18. Jahrhunderts beteiligten sich die Flensburger Kaufleute am Westindien-Handel. Es entstand in Folge die Flensburger Rum-Tradition. Im 18. und 19. Jahrhundert wurden vom Hafen aus Flensburger Grönlandfahrten zum Walfang und Robbenschlag organisiert. Seit dem 19. Jahrhundert dient der Hafen auch touristischen Zwecken. Der Kaffeehändler Friedrich Mommse Bruhn (1832–1909) richtete einen Linienverkehr ein, der vom Flensburger Hafen zu verschiedenen Orten an der Förde reichte.
Seit Anfang des 20. Jahrhunderts entstand am Ostufer der Stützpunkt Flensburg-Mürwik. Während des Zweiten Weltkrieges wurde im Zuge der Luftangriffe auf Flensburg auch der Hafen mehrfach bombardiert. In der Flensburger Werft wurden U-Boote hergestellt und bei Kielseng im nordöstlichen Teil des Hafens war eine U-Boot-Basis eingerichtet worden. Zum Ende des Zweiten Weltkrieges setzte sich der letzte Reichspräsident Karl Dönitz, mit der letzten Reichsregierung, nach Flensburg-Mürwik ab. Der Flensburger Hafen wurde zum letzten freien deutschen Hafen. Über 250 Schiffe ankerten in Folge in der Flensburger Förde, eine ganze Anzahl von ihnen im eigentlichen Hafenbereich Flensburgs. Auf Kriegsschiffen, Handelsschiffen, Schleppern, Barkassen, Musikdampfern und jegliche Art von anderen Schiffen, waren tausende Menschen aus Ost- und Westpreußen sowie aus Pommern und Mecklenburg nach Flensburg geflüchtet (vgl. Einwohnerentwicklung von Flensburg). Auf weiteren Schiffen befanden sich KZ-Häftlinge, die von der SS nach Flensburg verschleppt worden waren. Ein Großteil des Ostufers, inklusive Kielseng, gehörte zum sogenannten Sonderbereich Mürwik, in dem sich, bis zur Verhaftung am 23. Mai 1945, die Reichsregierung befand. Beim Explosionsunglück im Juni 1945, einer Munitionsexplosion bei Kielseng, entstanden erhebliche Schäden.
Nach dem Krieg diente der Hafen auch wieder touristischen Zwecken. Die neuen zahlreichen Butterschiffe bildeten die sogenannte „Weiße Flotte“. Viele dieser Schiffe wurden von der Förde Reederei Seetouristik (FRS) betrieben. Während des Kalten Krieges diente der Hafen, im nordöstlichen Bereich bei Mürwik, wieder militärischen Zwecken. Nach dem Ende des Kalten Krieges wurde die Butterschifffahrt im großen Maße in den Osten verlagert. Der Marinehafen wurde zur Marina Sonwik umgestaltet.
Heute wird der Hafen unter anderem touristisch genutzt. Einige Schiffe bieten in der Saison Ausflugsfahrten an. Verschiedene Hafenfeste beleben den Hafen.

## Sage vom Tod der Königin Margarethe im Flensburger Hafen (1412)
Margarethe, die Königin dreier Reiche, soll der Sage nach „durch ihre List allerlei Böses“ und „große Zwietracht“ im Land angestiftet haben. Flensburg war unter der Führung des Schleswigers Erich Krummendiek von den Holsteinern erobert worden, doch an der Eroberung des Schlosses Duburg scheiterten er und seine Truppen, so dass König Erich und Königin Margarethe die Oberhand behielten und die Stadt ihnen übergeben werden musste. Die Königin Margarethe habe danach Bürgermeister und Ratsleute Flensburgs mit Rad und Schwert hinrichten und ersetzen lassen, da diese ihren Feinden treue Dienste geleistet hätten. Zudem heißt es, dass einer der zu Unrecht verurteilten Ratsmänner in seinem letzten Augenblick, bevor er radgebrochen wurde, die Königin aufgefordert habe, sich mit ihm in drei Tagen vor Gottes Thron, dem höchsten Richter, zu verantworten. So sei „durch Gottes Willen am Ende ihres Lebens geschehen, dass sie nicht einen Fußbreit Landes hatte, darauf sie sterben konnte“, denn sie habe am dritten Tage, als sich ein greuliches Unwetter erhob und ihre Begleitung floh, ihre letzte Zuflucht auf einem hansischen Schiff im Flensburger Hafen gefunden. Nur der Schiffer soll in dieser letzten Stunde bei der Königin, die machtvoll über Dänemark, Norwegen und Schweden geboten hatte, geblieben sein. Unter Blitz und Donner, verlassen und einsam, sei ihre Seele sodann verschieden.
Königin Margarethe I. soll tatsächlich im Jahr 1412 im Flensburger Hafen an der Pest (Ruhr) gestorben sein. Sie wird der Sage nach als grausam beschrieben, was jedoch zum Teil bezweifelt wird. Die Sage geht offenbar auf die Darstellung in der Chronik des Presbyter Bremensis und der Nordelbischen Sassenchronik zurück. Insbesondere die für das Jahr 1411 überlieferte Hinrichtung von Bürgermeister und Rat mit „Schwert und Rad“ wird angezweifelt, aber zum Teil auch weiterhin als tatsächliche Begebenheit angenommen. Die bekannte Reihenfolge der Bürgermeister weist in diesem Zeitraum im Übrigen offensichtlich eine Überlieferungslücke auf. Einer weiteren Sagen nach soll Königin Margarethe auf einer der beiden Ochseninseln begraben worden sein. Ihr Sarkophag befindet sich aber im Dom zu Roskilde.
Weitere Sagen zum Flensburger Hafen sind nicht bekannt, nur noch verschiedene zu anderen Bereichen der Flensburger Förde, beispielsweise die Sage vom Dr. Faust und seinem Fährknecht Nis, die nicht weit entfernt in Holnis spielt.

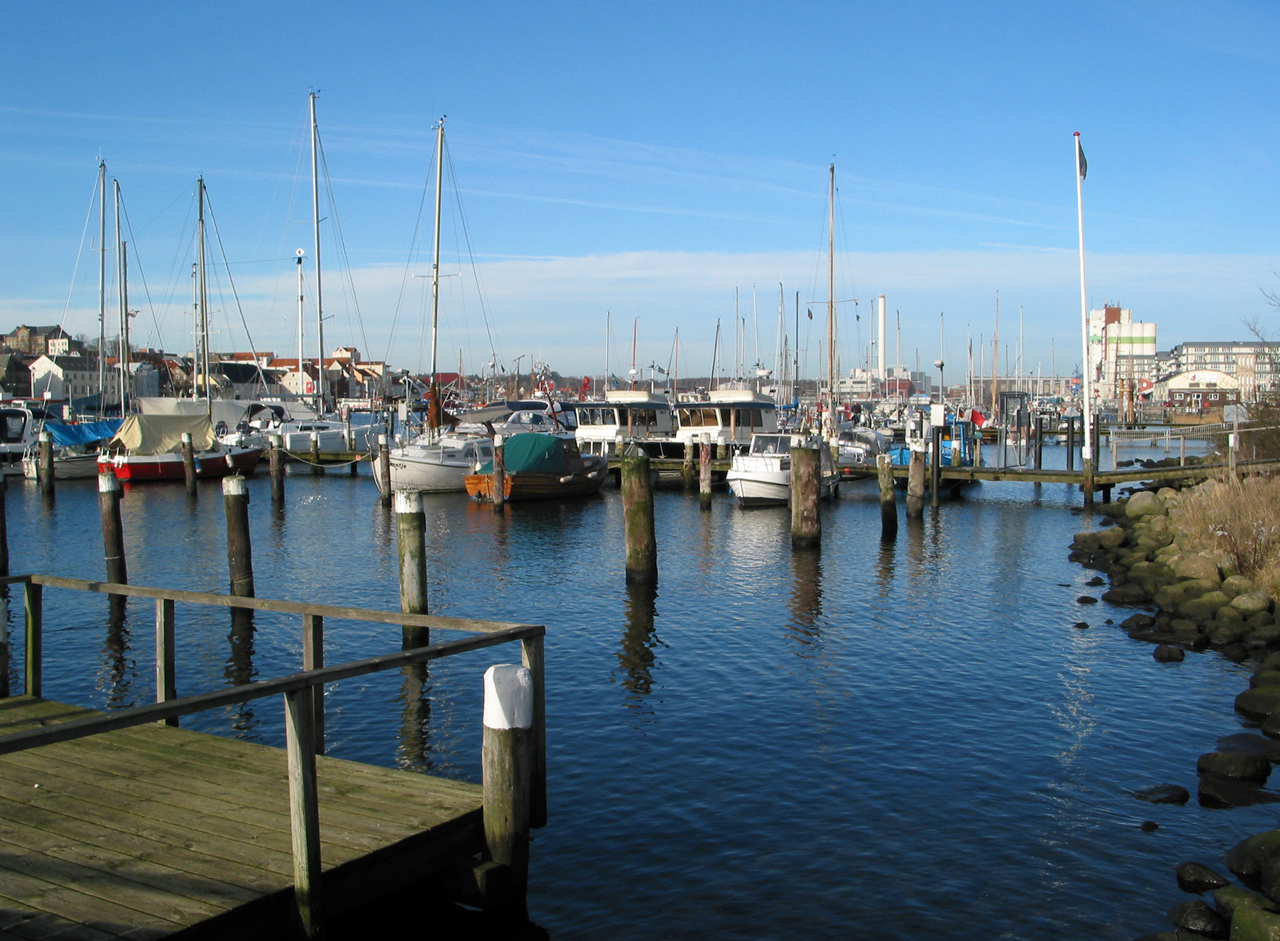
Gastseglerhafen am Ostufer

## Bereiche und Bauten

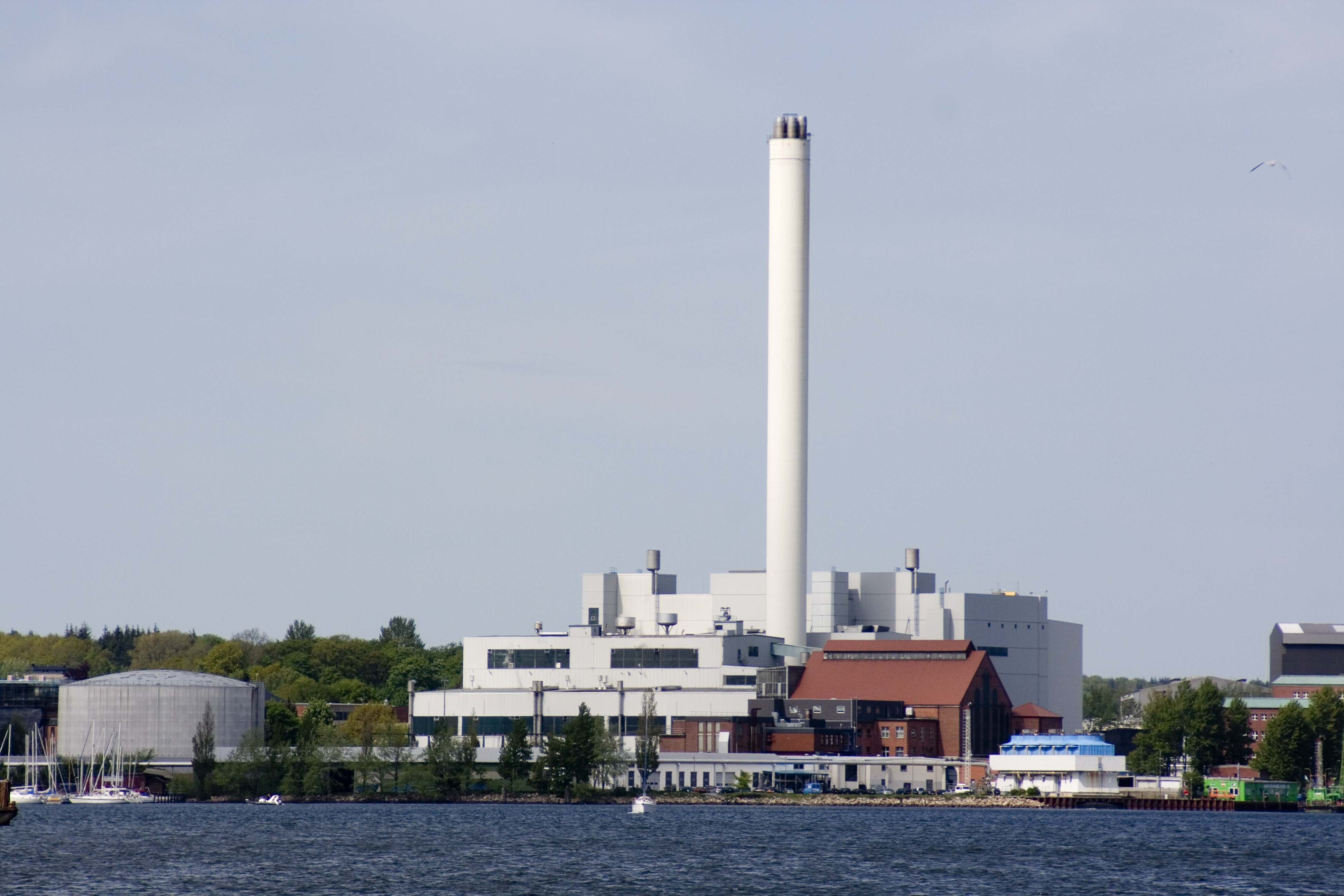
Die Stadtwerke in Flensburg gesehen vom Ostufer des Hafens

Auf der Westseite des Hafens befindet sich der große Historische Hafen, wo auch das Dampfschiff Alexandra, eines der Wahrzeichen Flensburgs, sowie das Schifffahrtsmuseum Flensburg zu finden ist. An dessen nördlichem Ende beginnt der Museumshafen Flensburg, an dem die Museumswerft Flensburg sich befindet. Entlang der diese westlichen Teils des Hafens (bestehend aus historischem Hafen, zusammen mit dem Museumshafen) führt die Straße Schiffbrücke, an der der Schiffbrückplatz (in neuerer Zeit offiziell umbenannt in: Willy-Brandt-Platz) liegt. Weiter nördlich liegen das Unternehmen Flensburger Fahrzeugbau, der Galwikhafen, die Stadtwerke Flensburg sowie die Flensburger Werft.
Auf der Ostseite befinden sich der Gastseglerhafen, der Fischereihafen sowie der Industriehafen (mit dem Harniskai). Das Westufer sowie Teile des Ostufers sind von der Flensburger Hafenbahn erschlossen. Sie ist eine der wenigen deutschen Hafenbahnen an der Ostsee.

### Hafenspitze
Bei der Hafenspitze strömt Flensburgs Mühlenstrom in die Förde. An der Angelburger Straße, wo sich im Mittelalter die Hafenspitze befand, bevor die Förde versandete, verschlammte und aufgefüllt wurde, lag bis Anfang des 20. Jahrhunderts die Königliche Wassermühle. Die heutige Hafenspitze wird durch die Bahndämme der Hafenbahn vor dem umliegenden Verkehrslärm geschützt. Bis in die 1980er Jahre stand dort der sogenannte Kanalschuppen. Heute ist die Hafenspitze unbebaut und besteht aus einer großen Freifläche, die als Veranstaltungsort verschiedener Veranstaltungen dient. Im Sommer wenn die Fläche unbelegt ist, wird dort von jungen Leuten auch häufig Frisbee oder Wikingerschach gespielt.

### Gastseglerhafen/Stadthafen Flensburg
Ist ein Yachthafen mit ungefähr 168 Liegeplätze nahe der Hafenspitze der von im-jaich Wasserwelten betrieben wird.

### Industriehafen
In den 1870er Jahren begann die Industrialisierung des Hafen-Ostufers, mit der Befestigung des Ufers, der Verlegung eines Gleises für die  Flensburger Hafenbahn sowie der Straße Hafendamm. Der eigentliche Industriehafen entstand letztlich aus dem in den 1920er Jahren eingerichteten Freihafen. Auf Grund der Straßennamensbenennungen Am Industriehafen (benannt am 28. Januar 1961) sowie Industriekai (benannt am 5. April 1961) ist im engeren Sinne häufig nur der Hafenbereich an besagten Straßen gemeint, der zur genaueren Abgrenzung auch als Alter Industriehafen bezeichnet wird. Im erweiterten Sinne werden die gesamten Gewerbe- und Industrieanlagen, die sich primär am Ostufer des Hafens befinden, als Teil des Flensburger Industriehafens betrachtet, also sämtliche Silos (also der Stadtspeicher, der Hübsch-Speicher sowie der Ballastkai-Speicher), zu denen früher die Schienen der Flensburger Hafenbahn führten, die Kaianlagen mit den Kränen zum Entladen der Schiffsgüter, aber auch die Lagerflächen des Baustoffhändlers Jacob Cement am Hafen, wie auch die Yachtwerft von Robbe & Berking (Robbe & Berking Classics) mit dem 2016 eröffneten Robbe & Berking Yachting Heritage Centre.
Für den Betrieb des Flensburger Hafens ist heute die Flensburger Hafen GmbH zuständig. Der Industriehafen am Ostufer ist mit fünf Kränen ausgestattet, unter diesen auch ein Kampnagel-Vollportalkran der als Kulturdenkmal des Stadtteils Fruerlund eingetragen ist.
2005 wurden 337.000 t Kohle angelandet, das entsprach 61 % der Gesamtumschlagsmenge des Hafens. Damals entfielen, hinsichtlich der Gesamtumschlagsmenge, 12 % auf Futtermittel, 11 % auf Düngemittel und 9 % auf Split. Der ausgehende Güterumschlag bestand aus 2079 t Getreide und Stückgütern und aus 8568 t Futtermittel.
Im Jahr 2016 wurden im Flensburger Hafen Güter mit einem Gewicht von 306.175 Tonnen umgeschlagen (2015: 360.734 t, 2014: 367.883 t). Der Hauptteil der Tonnage entfiel abermals auf Kohle (227.017 t; 2014: 239.000 t, 2013: 255.000 t) für das Kraftwerk der Stadtwerke am Westufer. Für den Seegüterverkehr wurden 2016 am Harniskai nur noch 79.158 t umgeschlagen (2015: 106.768 t, 2014: 128.523 t, 2013: 142.600 t).
Seit längerem plant das Flensburger Rathaus auf der Ostseite des Hafens, auf der ein Großteil des Güterumschlags erfolgt, Wohnimmobilien zu errichten. Begründet wird dies mit gesunkenen Umschlagszahlen. 2018/2019 beschloss die Ratsversammlung den Wirtschaftshafen vom Ostufer auf die Westseite verlagern zu wollen.

### Anlegemöglichkeit für Kreuzfahrtschiffe
Die für die Industrie geschaffene Kaianlage des Harniskai wird zeitweise auch von Kreuzfahrtschiffen genutzt, um Gästen den Besuch der Stadt Flensburg zu ermöglichen. 2005 besuchten erstmals die Bremen und die Europa die Fördestadt; beide Kreuzfahrtschiffe werden betrieben von Hapag-Lloyd Cruises,.

## Schiffslinien
Von der „Weißen Flotte“ sind heute nur noch einige wenige Schiffe erhalten geblieben:
- Das Dampfschiff Alexandra bietet sonntägliche Gästefahrten und Chartertouren.
- Mit dem MS Flora II existiert heute eine kleine Schiffsverbindung zwischen dem Flensburger Innenhafen und Sonwik.
- Die Viking pendelt in der Hochsaison mehrfach täglich zwischen Flensburg und Glücksburg hin und her.

Die Jürgensby, die früher Butterfahrten anbot, lag über längere Zeit auf Grund eines Brandschadens am Hafen, bis sie weiter nach Polen verkauft wurde.

## Regelmäßige Veranstaltungen
Über das Jahr werden verschiedene Veranstaltungen und Feste am Hafen ausgerichtet, von denen einige regelmäßige Veranstaltungen darstellen:
- Dampf Rundum
- Rum-Regatta
- „Fischmarkt“: Beim zumeist gut besuchten Fischmarkt werden verschiedene Waren von Händlern am Hafen angeboten. Der den Markt bezeichnende Fisch ist dabei eher Mangelware.[30]